# Wildey Turf
Het Wildey Turf is een multifunctioneel stadion in het Sir Garfield Sobers Sportscomplex, een sportcomplex in Bridgetown, een stad in Barbados. In het stadion is plaats voor 2.000 toeschouwers. Het stadion werd geopend in 1996. Het nationale voetbalelftal van Barbados maakt gebruik van dit stadion.